# Anna Buráňová
Anna Buráňová (* 21. října 1946) byla česká a československá politička Komunistické strany Československa, a poslankyně Sněmovny lidu Federálního shromáždění za normalizace.

## Biografie
K roku 1986 se profesně uvádí jako skladnice. Ve volbách roku 1986 zasedla za KSČ do Sněmovny lidu (volební obvod č. 102 - Uherské Hradiště, Jihomoravský kraj). Ve Federálním shromáždění setrvala do konce funkčního období, tedy do svobodných voleb roku 1990. Netýkal se jí proces kooptací do Federálního shromáždění po sametové revoluci.
V komunálních volbách roku 1998 kandidovala Anna Buráňová (52 let, profesí prodavačka) do zastupitelstva města Uherský Ostroh za KSČM. Nebyla ale zvolena.